# Scherzo
L'scherzo (de l'italià: 'joc') és una forma musical, derivada del minuet però una mica més ràpida, creada per Ludwig van Beethoven.
Els scherzi van ser utilitzats profusament com a moviments de sonates (com per exemple el mateix Beethoven, a més a més de Franz Schubert, entre altres) encara que també hi ha exemples de scherzi com a peces individuals, com els quatre que va compondre Frédéric Chopin.